# Moraine Strait
Die Moraine Strait (englisch für Moränenstraße) ist eine nordsüdlich verlaufende und durch das McMurdo-Schelfeis eingenommene Meerenge vor der Scott-Küste des ostantarktischen Viktorialands. Sie trennt die östlich liegende Insel Black Island im Ross-Archipel von der Brown-Halbinsel, Mount Discovery und vom Minna Bluff im Westen.
Teilnehmer der Discovery-Expedition (1901–1904) unter der Leitung des britischen Polarforschers Robert Falcon Scott entdeckten sie. Das Advisory Committee on Antarctic Names benannte sie 1999. Namensgebend sind die breiten Moränengürtel, die auf dem Eis in der Meerenge verlaufen.